# Moschiano
Moschiano község (comune) Olaszország Campania régiójában, Avellino megyében.

## Fekvése
A megye délnyugati részén fekszik. Határai: Forino, Lauro, Monteforte Irpino, Quindici és Taurano.

## Története
Alapítására vonatkozóan nincsenek pontos adatok, valószínűleg a kora középkorban alapították egy ókori, valószínűleg szamnisz település helyén. A normannok idején a laurói grófásghoz tartozott. A következő századokban nemesi birtok volt. A 19. században nyerte el önállóságát, amikor a Nápolyi Királyságban felszámolták a feudalizmust.

## Népessége
A népesség számának alakulása:

## Főbb látnivalói
- San Sebastiano-templom
- Madonna della Carità-szentély